# Liste der Landschaftsschutzgebiete im Kreis Steinfurt
Die Liste der Landschaftsschutzgebiete im Kreis Steinfurt enthält die Landschaftsschutzgebiete des  Kreises Steinfurt in Nordrhein-Westfalen.
Im Kreis Steinfurt gibt es 76 Landschaftsschutzgebiete (Stand Frühjahr 2021). Mit insgesamt 24.599 Hektar nehmen sie etwa 13,7 % der Kreisfläche ein.

## Liste
| Bild | Kennung       | Name                                                     | Fläche [ha] | WDPA-ID   | Koordinaten | seit |
| ---- | ------------- | -------------------------------------------------------- | ----------- | --------- | ----------- | ---- |
|      | LSG-3610-0001 | LSG-Randelbach                                           | 27,03       | 345115    | Position    | 2004 |
|      | LSG-3610-0002 | LSG-Bentlage, Hengemühle                                 | 35,59       | 555552639 | Position    | 1969 |
|      | LSG-3610-0003 | LSG-Bentlage-Hengemühle                                  | 250,25      | 555552640 | Position    | 2004 |
|      | LSG-3611-0001 | LSG-Herthasee, Heiliges Meer, Bad Steinbeck              | 859,55      | 555690999 | Position    | 1963 |
|      | LSG-3611-0002 | LSG-Kälberberg                                           | 136,21      | 555552642 | Position    | 1993 |
|      | LSG-3611-0003 | LSG-Nördlicher Dickenberg                                | 92,03       | 555552643 | Position    | 1993 |
|      | LSG-3612-0001 | LSG-Recker Moor                                          | 533,84      | 555691000 | Position    | 1963 |
|      | LSG-3612-0002 | LSG-Martensberg                                          | 248,43      | 555552645 | Position    | 1993 |
|      | LSG-3612-0003 | LSG-Rudolphschacht                                       | 213,18      | 555552646 | Position    | 1993 |
|      | LSG-3612-0004 | LSG-Windmühlenweg                                        | 89,19       | 555552647 | Position    | 1993 |
|      | LSG-3612-0005 | LSG-Niederbockraden                                      | 409,90      | 555552648 | Position    | 1993 |
|      | LSG-3612-0006 | LSG-Östlicher Schafberg                                  | 489,56      | 555552649 | Position    | 1993 |
|      | LSG-3612-0007 | LSG-Langenbrück                                          | 452,50      | 555552650 | Position    | 1993 |
|      | LSG-3613-0001 | LSG-Gabelin, Werser Holz                                 | 193,08      | 555691001 | Position    | 1963 |
|      | LSG-3613-0002 | LSG-Dütetal                                              | 149,27      | 555691002 | Position    | 1963 |
|      | LSG-3613-0003 | LSG-Westerkappelner Flachwellenland                      | 1495,43     | 555552653 | Position    | 1993 |
|      | LSG-3708-0001 | LSG-Bergfreibad und Umgebung                             | 144,71      | 555691003 | Position    | 1969 |
|      | LSG-3709-0001 | LSG-Haddorf                                              | 459,41      | 555691004 | Position    | 1969 |
|      | LSG-3709-0002 | LSG-Rothenberge                                          | 196,51      | 555691005 | Position    | 1969 |
|      | LSG-3710-0001 | LSG-Gellendorf                                           | 233,80      | 555552660 | Position    | 2004 |
|      | LSG-3710-0002 | LSG-Waldgebiet Heinsches Feld                            | 144,48      | 555552661 | Position    | 2004 |
|      | LSG-3710-0003 | LSG-Emslandschaft bei Mesum                              | 20,84       | 555552662 | Position    | 2004 |
|      | LSG-3710-0004 | LSG-Flussschlinge Heine                                  | 13,19       | 555552663 | Position    | 2004 |
|      | LSG-3710-0005 | LSG-Köttelbecke                                          | 9,69        | 555552664 | Position    | 2004 |
|      | LSG-3710-0006 | LSG-Frischhofsbach bei Schulte Höping                    | 5,57        | 555552665 | Position    | 2004 |
|      | LSG-3710-0007 | LSG-Wambach an der Emsaue                                | 0,20        | 555552666 | Position    | 2004 |
|      | LSG-3710-0008 | LSG-Emslandschaft                                        | 79,24       | 555691006 | Position    | 1969 |
|      | LSG-3710-0009 | LSG-Sandbülten                                           | 14,61       | 555691007 | Position    | 1969 |
|      | LSG-3711-0001 | LSG-Wildes Weddenfeld                                    | 205,24      | 555552669 | Position    | 2004 |
|      | LSG-3711-0002 | LSG-Elter Sand                                           | 303,66      | 555552670 | Position    | 2004 |
|      | LSG-3711-0003 | LSG-Sinniger Wald                                        | 38,15       | 555552671 | Position    | 2004 |
|      | LSG-3711-0004 | LSG-Ortheide                                             | 135,17      | 555552672 | Position    | 2004 |
|      | LSG-3711-0005 | LSG-Elter Mühlenbach und Flöddergraben                   | 22,00       | 555552673 | Position    | 2004 |
|      | LSG-3711-0006 | LSG-Hummertsbach                                         | 8,39        | 555552674 | Position    | 2004 |
|      | LSG-3711-0007 | LSG-Huckberg, Teutoburger Wald bis Tecklenburg           | 2439,03     | 555552675 | Position    | 1963 |
|      | LSG-3711-0008 | LSG-Surenburg                                            | 198,46      | 555691008 | Position    | 1963 |
|      | LSG-3712-0001 | LSG-Teutoburger Wald von Tecklenburg bis Holperdoler Tal | 4,44        | 555691009 | Position    | 1963 |
|      | LSG-3712-0002 | LSG-Osterberg, Alstedde                                  | 175,77      | 555552679 | Position    | 1993 |
|      | LSG-3712-0003 | LSG-Grosser Tannenkamp                                   | 89,01       | 555552680 | Position    | 1993 |
|      | LSG-3712-0004 | LSG-Goldhügel                                            | 50,17       | 555552681 | Position    | 1993 |
|      | LSG-3712-0005 | LSG-Zollweg                                              | 41,28       | 555552682 | Position    | 1993 |
|      | LSG-3712-0006 | LSG-Kulturlandschaft Haus Mark                           | 83,85       | 555552683 | Position    | 2009 |
|      | LSG-3713-0001 | LSG-Sundern, Habichtswald, Hagenberg                     | 814,64      | 555691010 | Position    | 1963 |
|      | LSG-3713-0002 | LSG-Handarpe                                             | 89,64       | 555552685 | Position    | 1993 |
|      | LSG-3713-0003 | LSG-Lada                                                 | 87,32       | 555552686 | Position    | 1993 |
|      | LSG-3809-0001 | LSG-Haus Wellbergen und Umgebung                         | 81,30       | 555691011 | Position    | 1969 |
|      | LSG-3809-0002 | LSG-Gauxbach - Haltener Mark                             | 623,78      | 555691012 | Position    | 1969 |
|      | LSG-3809-024  | LSG-Baumberge(L24)                                       | 1737,36     | 555691013 | Position    | 1974 |
|      | LSG-3810-0001 | LSG-Borghorster Venn                                     | 111,80      | 555691014 | Position    | 1969 |
|      | LSG-3810-0002 | LSG-Bagno, Buchenberg                                    | 237,96      | 555552743 | Position    | 1969 |
|      | LSG-3811-0001 | LSG-Im Sande                                             | 57,59       | 555552744 | Position    | 2005 |
|      | LSG-3811-0002 | LSG-Südlich Reckenfeld, Siedlung                         | 560,32      | 555691015 | Position    | 1971 |
|      | LSG-3811-0003 | LSG-Nötleberg                                            | 75,02       | 555691016 | Position    | 1971 |
|      | LSG-3811-0004 | LSG-Hanfteich                                            | 73,32       | 555691017 | Position    | 1971 |
|      | LSG-3811-0005 | LSG-Elting,- Ladberger Mühlenbach und Glane              | 283,70      | 555552748 | Position    | 1982 |
|      | LSG-3811-0006 | LSG-Eltingmühlenbach (FFH-Gebiet)                        | 296,92      | 555552749 | Position    | 1982 |
|      | LSG-3811-0007 | LSG-Emsaue zwischen Hembergen und Greven                 | 298,41      | 555552750 | Position    | 1982 |
|      | LSG-3811-0008 | LSG-Emsaue zwischen Emsdetten und Saerbeck               | 96,19       | 555552751 | Position    | 1982 |
|      | LSG-3813-0001 | LSG-Lengericher Osning                                   | 33,29       | 555552753 | Position    | 2009 |
|      | LSG-3813-0002 | LSG-Holperdorp                                           | 585,36      | 555552754 | Position    | 2009 |
|      | LSG-3813-0003 | LSG-Südlicher Rand Lienener Osning                       | 69,15       | 555552755 | Position    | 2009 |
|      | LSG-3813-0004 | LSG-Heckenlandschaft Lienen/Kattenvenne                  | 2301,22     | 555552756 | Position    | 2009 |
|      | LSG-3813-0005 | LSG-Dorfbauerschaft Lienen                               | 112,05      | 555552757 | Position    | 2009 |
|      | LSG-3813-0006 | LSG-Lienener Osning (FFH-Gebiet)                         | 145,47      | 555552758 | Position    | 2009 |
|      | LSG-3813-0007 | LSG-Liene                                                | 4,42        | 555552759 | Position    | 2009 |
|      | LSG-3813-0008 | LSG-Mühlenbach                                           | 13,82       | 555552760 | Position    | 2009 |
|      | LSG-3813-0009 | LSG-Oberlauf Mühlenbach                                  | 29,19       | 555552761 | Position    | 2009 |
|      | LSG-3813-0010 | LSG-Bullerbach                                           | 10,62       | 555552762 | Position    | 2009 |
|      | LSG-3910-0002 | LSG-Altenberger Höhenrücken                              | 721,97      | 555560822 | Position    | 1969 |
|      | LSG-3911-0001 | LSG-Groneburg                                            | 51,10       | 555691018 | Position    | 1971 |
|      | LSG-3911-0002 | LSG-Münstersche Aa südlich von Greven                    | 117,85      | 555552956 | Position    | 1982 |
|      | LSG-3911-0003 | LSG-Emsaue südlich von Greven                            | 214,36      | 555552957 | Position    | 1982 |
|      | LSG-3912-0013 | LSG-Oberer Eltingmühlenbach                              | 574,14      | 555552973 | Position    | 1982 |